# Kafr Safra
Kafr Safra (arab. كفر صفرة) – miejscowość w Syrii, w muhafazie Aleppo. W 2004 roku liczyła 2150 mieszkańców.